# Hymn Tanzanii
Mungu ibariki Afrika – hymn państwowy Tanzanii.
Jest to wersja popularnej afrykańskiej pieśni Nkosi Sikelel' iAfrika w języku suahili.

## Tekst
| suahili Mungu ibariki Afrika Wabariki Viongozi wake Hekima Umoja na Amani Hizi ni ngao zetu Afrika na watu wake. CHORUS: Ibariki Afrika Tubariki watoto wa Afrika. Mungu ibariki Tanzania Dumisha uhuru na Umoja Wake kwa Waume na Watoto Mungu Ibariki Tanzania na watu wake. CHORUS: Ibariki Tanzania Tubariki watoto wa Tanzania. |  | polski Boże Błogosław Afrykę Błogosław jej przywódców Mądrość, jedność i pokój To są nasze tarcze Afryki i jej mieszkańców REFREN: Błogosław Afrykę Pobłogosław Nas, Dzieci Afryki Boże pobłogosław Tanzanię Dar wiecznej wolności i jedności Dla jego kobiet, mężczyzn i dzieci Boże pobłogosław Tanzanię i jej mieszkańców REFREN: Pobłogosław Tanzanię Pobłogosław nas, dzieci Tanzanii |